# Vouria Ghafouri
Vouria Ghafouri (Sanandaj, Kurdistán, 20 de septiembre de 1987) es un futbolista iraní que juega en la demarcación de lateral derecho para el Foolad F. C. de la Iran Pro League.
En noviembre de 2022, las autoridades islámicas del país lo arrestaron por apoyar públicamente las protestas por la muerte de Mahsa Amini ese mismo año. El futbolista salió en libertad provisional bajo fianza pocos días después.

## Selección nacional
Hizo su debut con la selección de fútbol de Irán el 18 de noviembre de 2014 en un encuentro amistoso contra Corea del Sur que finalizó con un resultado de 1-0 a favor del combinado iraní tras un gol de Sardar Azmoun. Además llegó a disputar cuatro encuentros de la Copa Asiática 2015 y cinco partidos de la clasificación para la Copa Mundial de Fútbol de 2018.

## Clubes
| Club                   | País | Año       | Partidos | Goles |
| ---------------------- | ---- | --------- | -------- | ----- |
| Pas Hamedan F. C.      | Irán | 2007-2010 | 81       | 5     |
| Shahrdari Tabriz F. C. | Irán | 2010-2012 | 50       | 3     |
| Naft Tehran F. C.      | Irán | 2012-2014 | 62       | 3     |
| Sepahan F. C.          | Irán | 2014-2016 | 51       | 4     |
| Esteghlal F. C.        | Irán | 2016-2022 | 176      | 23    |
| Foolad F. C.           | Irán | 2022-     | 2        | 0     |

## Palmarés

### Campeonatos nacionales
| Título          | Club            | País | Año  |
| --------------- | --------------- | ---- | ---- |
| Iran Pro League | Sepahan F. C.   | Irán | 2015 |
| Copa Hazfi      | Esteghlal F. C. | Irán | 2018 |
| Iran Pro League | Esteghlal F. C. | Irán | 2022 |